# Pablo Shorey
Pablo Enrique Shorey Hernandez (Camagüey, 4 dicembre 1983) è un lottatore cubano, specializzato nella lotta greco-romana.

## Biografia
Ha rappresentato Cuba ai Giochi olimpici estivi di Londra 2012 classificandosi al settimo posto nel torneo della lotta greco-romana degli 84 chilogrammi.

## Palmarès
- Mondiali

Herning 2009: bronzo negli 84 kg.
Mosca 2010: argento negli 84 kg.
- Giochi panamericani

Guadalajara 2011: oro negli 84 kg.
- Campionati panamericani

Rio de Janeiro 2006: oro nei 74 kg.
San Salvador 2007: bronzo negli 84 kg.
Monterrey 2010: oro negli 84 kg.
Rionegro 2011: oro negli 84 kg.
Colorado Spring 2012: argento negli 84 kg.
Città del Messico 2014: oro negli 85 kg.
- Giochi centramericani e caraibici

Veracruz 2014: oro negli 85 kg.